# Szákszend
Szákszend község Komárom-Esztergom vármegyében, az Oroszlányi járásban.

## Fekvése
A település a Bársonyos délkeleti határán fekszik, az M1-es autópálya nagyigmándi leágazásától 17 kilométerre délre. Közigazgatási területének déli részén áthalad a Tatabánya-Kisbér közti 8135-ös út is, de központján csak a Nagyigmándról dél felé induló 8144-es út halad keresztül.
Vasúton a MÁV 13-as számú Tatabánya-Pápa-vasútvonalán volt megközelíthető, Szák-Szend megállóhely a 8144-es útról volt elérhető, a vasútvonal 2007-es megszüntetéséig.

## Története
Szákszend Szák és Szend települések egyesülésével jött létre 1984-ben.
Szák neve a magyar nyelvemlékbeli Szák személynévből (a Szák nemzetség Tolnából Veszprém vármegyén keresztül költözött Komárom vármegye területére a 13. században) keletkezett, amely szláv eredetű. Okleveles említése: 1281 Zaak, 1326 Zak. 1326-ban a Csák nemzetség birtokolta, s a királynak adományozta. 1541-ben még 6 porta után adózott, de két év múlva elpusztult. Benépesítését 1630 körül gróf Nádasdy Ferenc kezdte meg Nyitra vármegyei evangélikus vallású szlovákokkal. A 18. században már az Esterházy-család birtoka. Az uradalomnak halastava, vízimalma, fűrészüzeme volt. Ipartelepén a "legjobb tégla készült a megyében". 1892-ben tűzvész pusztította el a falu nagyobb részét. A két világháborúban 58-an haltak hősi halált.
Szend nevének alapjául szolgáló Zemd személynév a magyar szem főnévből keletkezett. Okleveles említése: 1421 Zend. Területén a római korból is kerültek elő leletek. Zsigmond király 1435-ben Gordovai Fancsa Lászlónak adományozott részbirtokot, később Battyán Benedek budai várnagy, a Bán család majd az enyingi Török család tulajdona. 1543-ban a törökök elpusztították. Később az Esterházyak kezére került. 1643 után, a Csáky-család birtokaként népesült be református magyarokkal és evangélikus szlovákokkal. 1809-ben megszállták a franciák. Népe jeleskedett a szarvasmarha- és lótenyésztésben. 1856. augusztus 30-án iszonyú tűzvészben elhamvadt 66 ház. Két világháborúban 61-en haltak hősi halált.
Szákszend közös iskolája 1962-től, napközi otthonos óvodája 1979-től működik. Az óvoda 2 csoporttal, az iskola 8 osztállyal, összesen 200 gyermek nevelését, oktatását látja el. Infrastruktúrája látványosan fejlődött az utóbbi években. 1995-ben kiépült a gázvezeték, 1997-ben a korszerű telefon, 2000 Karácsonyán nyílt meg a faluház. 2001-ben a szennyvízcsatorna és a szennyvíztisztító. 2002-ben a csillagpontos kábeltévé-hálózat készült el. Aktív civil szervezete a nyugdíjas klub. Két sportegyesület, horgász- és vadásztársaság, valamint polgárőrség működik a településen.

## Közélete

### Polgármesterei
- 1990–1994: Müller Gyula (független)[6]
- 1994–1998: Valkó Jenő (független)[7]
- 1998–2002: Valkó Jenő (független)[8]
- 2002–2006: Valkó Jenő (független)[9]
- 2006–2010: László Kálmán (független)[10]
- 2010–2014: László Kálmán (független)[11]
- 2014–2019: László Kálmán Zoltán (független)[12]
- 2019–2024: Papp Attila Csaba (független)[13]
- 2024– : Papp Attila Csaba (független)[1]

## Népesség
A település népességének változása:
| Lakosok száma | 1486 | 1456 | 1447 | 1431 | 1471 | 1442 | 1453 |
|               | 2013 | 2014 | 2015 | 2021 | 2022 | 2023 | 2024 |

A 2011-es népszámlálás során a lakosok 91,6%-a magyarnak, 0,4% németnek, 0,5% románnak vallotta magát (8,4% nem nyilatkozott; a kettős identitások miatt a végösszeg nagyobb lehet 100%-nál). A vallási megoszlás a következő volt: római katolikus 44,6%, református 14,7%, evangélikus 17,8%, felekezeten kívüli 8,5% (13,9% nem nyilatkozott).
2022-ben a lakosság 92,3%-a vallotta magát magyarnak, 0,5% cigánynak, 0,4% románnak, 0,3% ukránnak, 0,3% lengyelnek, 0,2% németnek, 0,1-0,1% ruszinnak, szerbnek és szlováknak, 2% egyéb, nem hazai nemzetiségűnek (7,6% nem nyilatkozott; a kettős identitások miatt a végösszeg nagyobb lehet 100%-nál). Vallásuk szerint 26,2% volt római katolikus, 11,4% evangélikus, 11,1% református, 0,3% ortodox, 0,1% görög katolikus, 0,1% izraelita, 1% egyéb keresztény, 0,6% egyéb katolikus, 12,6% felekezeten kívüli (36,5% nem válaszolt).

## Nevezetességei

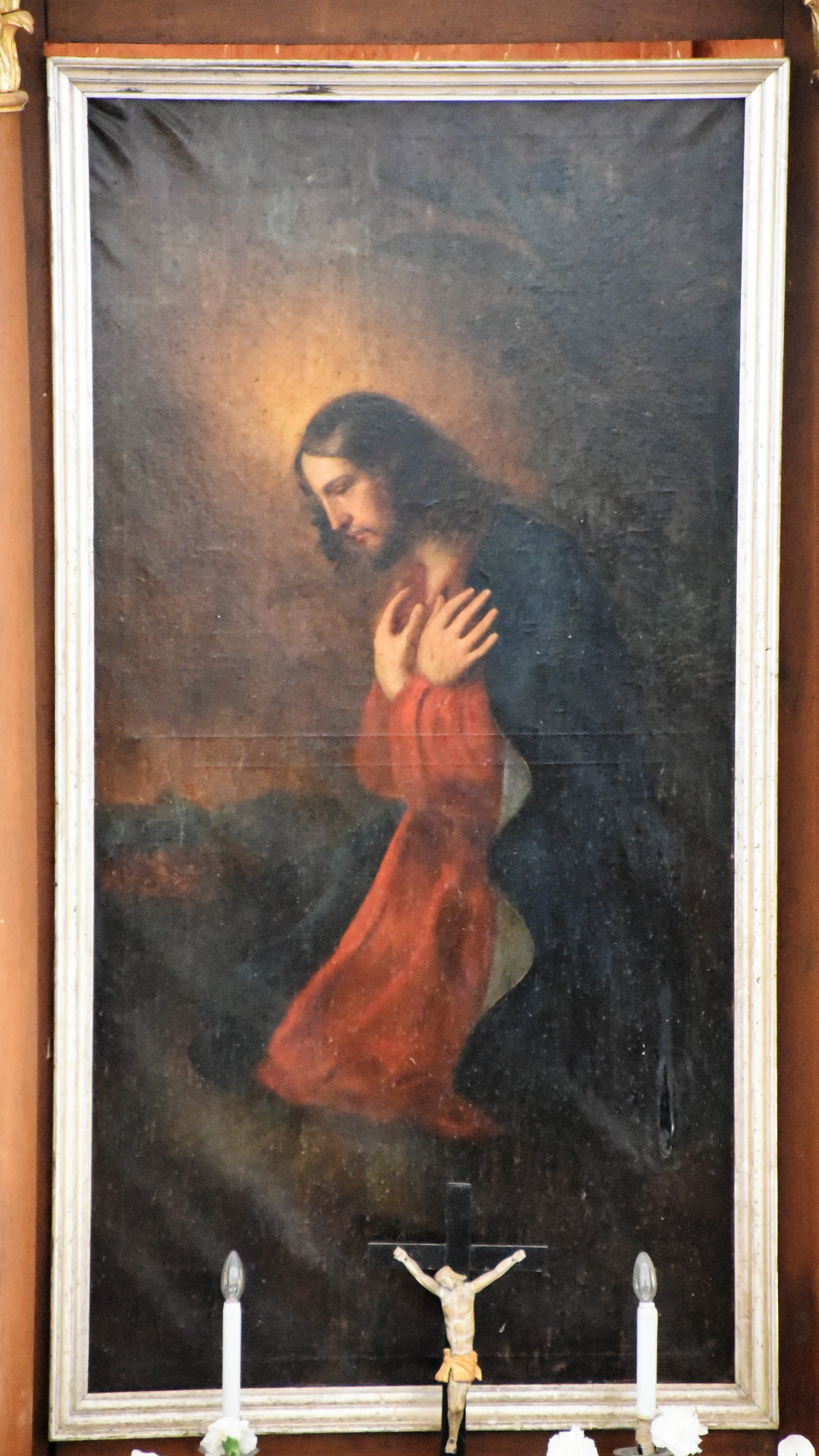
A száki evangélikus templom oltárképe (Pósa Gusztáv alkotása)

### Római katolikus templom (Őrzőangyalok)
A száki településrészen található templom a régi, 1500 körül emelt gótikus zárda romjaira épült, mai formáját azonban a híres Fellner Jakabtól kapta 1776-ban. Barokk mennyezetfreskói és szószéke kivált értékesek. Oltárai a 18. század második felében készültek barokk és rokokó stílusban, szószéke szintén barokk, míg a padok 19. századi copf munkák.

### Római katolikus templom (Munkás Szent József-templom)
A szendi településrészen található barokk stílusú templomot Kutner Jakab tervei alapján 1747-ben emelték Szent József tiszteletére. 1793/1794-ben átépítették gróf Esterházy József költségén, ekkor készült el tornya is, Gött Antal kivitelezésében. A templom homlokzatán a vértesszentkereszti apátságból származó faragványok láthatóak befalazva. Berendezése jellemzően a 19. század végéből származik, orgonája 1858-ban készült (Josef Loyp bécsi orgonakészítő mester munkája). A templombelsőben Prokop Péter 1955-ben készült freskói láthatóak.

### Evangélikus templom (Szák)
A száki településrészen található evangélikus templom 1610-ben épült, 1848-ban klasszicista stílusban átépítették. Szószéke copf stílusban készült a 18. század végén. A főoltár és az imádkozó Krisztust ábrázoló oltárkép Pósa Gusztáv alkotása 1886-ból, (átépített) orgonája 1881-ben készült (Bakos Károly és fia, ifj. Bakos Károly ceglédi orgonamesterek munkája). A templom jelentőségét mutatja, hogy az ellenreformáció időszakában ún. artikuláris hely volt, ahova Komáromból és Győrből is eljöttek a hívek az istentiszteletekre. Nagyharangját Seltenhofer Frigyes fiai öntötték Sopronban 1922-ben, kisharangját Hofer Károly öntötte Győrben, 1864-ben.

### Evangélikus templom (Szend)
A szendi részen található evangélikus templomot 1793/1794-ben építették helyi mesterek, táti építőmesterek tervei alapján, részben szintén a vértesszentkereszti apátságból fejtett kövek felhasználásával. Az 1856-os tűzvészben elpusztult, 1860-ben építették újra, Derka József győri kőművesmester tervei alapján, Zavaros János asztalos által készített új oltárral.  Az oltárkép Herz Mihály műtermében készült 1868-ban, a Gecsemáné-kertben imádkozó Krisztust ábrázolja.  Mindkét harangját a bochumi Acélgyár öntötte, 1856-ban.

### Református templom
A szendi részen található, barokk jegyeket hordozó református templomot 1789-ben építették, 1934-ben került átépítésre. Berendezése a 20. század elejéről származik, szószéke 1902-ben, úrasztala 1903-ban, keresztelőmedencéje 1904-ben készült.

### Uradalmi magtár
A száki településrészen található uradalmi magtárat az Esterházy-család építtette a 18. század második felében, az épületet Fellner Jakab műveként tartják számon. A kétemeletes épület alatt öt boltozott dézsmapince található.

## Híres emberek
- Kotsmar Mihály, író
- Veninger Ernő, római katolikus pap Szenden, esperes, tanár
- Gödörházi Gödör József, szendi evangélikus lelkész Szenden, esperes, Gödör György fia, Goethe pártfogoltja, szendi népdalok gyűjtője[26]
- Fárnek Dávid, evangélikus lelkész Szákon, később esperes
- Szűcs Éva, tollaslabdázó